# Injanawari, Badami
Injanawari là một làng thuộc tehsil Badami, huyện Bagalkot, bang Karnataka, Ấn Độ.